# 위향
위향(魏向, ? ~ ?)은 전한의 제후로, 태상 위불해의 증손이다.

## 생애
아버지 위양의 뒤를 이어 당도후(當塗侯)에 봉해졌다. 시호로 대(戴)를 받았고, 아들 위견거가 뒤를 이었다.

## 출전
- 반고, 《한서》 권17 경무소선원성공신표

| 선대 아버지 당도날후 위양 | 전한의 당도후 ? ~ ? | 후대 아들 위견거 |